# Wydział Nauk o Żywności i Biotechnologii Uniwersytetu Przyrodniczego w Lublinie
Wydział Nauk o Żywności i Biotechnologii Uniwersytetu Przyrodniczego w Lublinie – jeden z sześciu wydziałów Uniwersytetu Przyrodniczego w Lublinie. Jego siedziba znajduje się przy ul. Skromnej 8 w Lublinie. Powstał w 2005 r.

## Struktura
- Katedra Analizy i Oceny Jakości Żywności
- Katedra Biochemii i Chemii Żywności
- Katedra Biotechnologii, Żywienia Człowieka i Towaroznawstwa Żywności
  - Poradnia Dietetyczna
  - Pracownia Żywności Ekologicznej Pochodzenia Roślinnego
  - Zakład Technologii Mleka i Hydrokoloidów
- Katedra Chemii
  - Pracownia Chemii Zbóż
  - Pracownia Fitochemii
- Katedra Inżynierii i Technologii Zbóż
- Katedra Technologii Mięsa i Zarządzania Jakością
- Katedra Technologii Owoców, Warzyw i Grzybów[3]

## Kierunki studiów
- Biotechnologia
- Technologia żywności i żywienie człowieka
- Dietetyka[4]
- Gastronomia i sztuka kulinarna

## Władze
- Dziekan: prof. dr hab. Waldemar Gustaw
- Prodziekan ds. studenckich i dydaktyki: prof. dr hab. Magdalena Polak-Berecka
- Prodziekan ds. studenckich i dydaktyki: dr hab. Karolina Wójciak, prof. uczelni